# Алі-Султан
Алі-Султан (*д/н — 1342) — 21-й хан Чагатайського улусу в 1342 році.

## Життєпис
Походив з династії Чингізидів. належав до нащадків великого кагана Угедея. Про його діяльність відомо замало, до початку боротьби за влади прийняв іслам. У 1341 році, скориставшись хворобою хана Єсун-Тимур й розладом в державі, захопив східні області улуса, а у 1342 році атакував столицю Алмалик, де вбив хана, а сам став правителем. Він відновив офіційний статус іслам, став переслідувати християн, буддистів та юдеїв.
Але того ж року зіткувся з претендом — Халілом, сина Ясавура (з роду Чагатая), який доволі швидко завдав поразки Алі-Султану. Після цього знать, невдаволенна сходженням на трон угедеїда, перейшла на ібк Халіла. Алі-Султан зазнав поразки й загинув. ханом став Халіл.